# دوبروپوله گرفینگسکیه
دوبروپوله گرفینگسکیه (به لهستانی:  Dobropole Gryfińskie) یک روستا در لهستان است که در گمینا ستاره چارنووو واقع شده‌است.